# Station Świder WKD
Station Świder WKD is een spoorwegstation in de Poolse plaats Otwock.